# Tamsiniella labiosa
Tamsiniella labiosa är en svampart som beskrevs av S.W. Wong, K.D. Hyde, W.H. Ho & S.J. Stanley 1998. Tamsiniella labiosa ingår i släktet Tamsiniella, klassen Dothideomycetes, divisionen sporsäcksvampar och riket svampar.   Inga underarter finns listade i Catalogue of Life.